# Bernhard Wildt

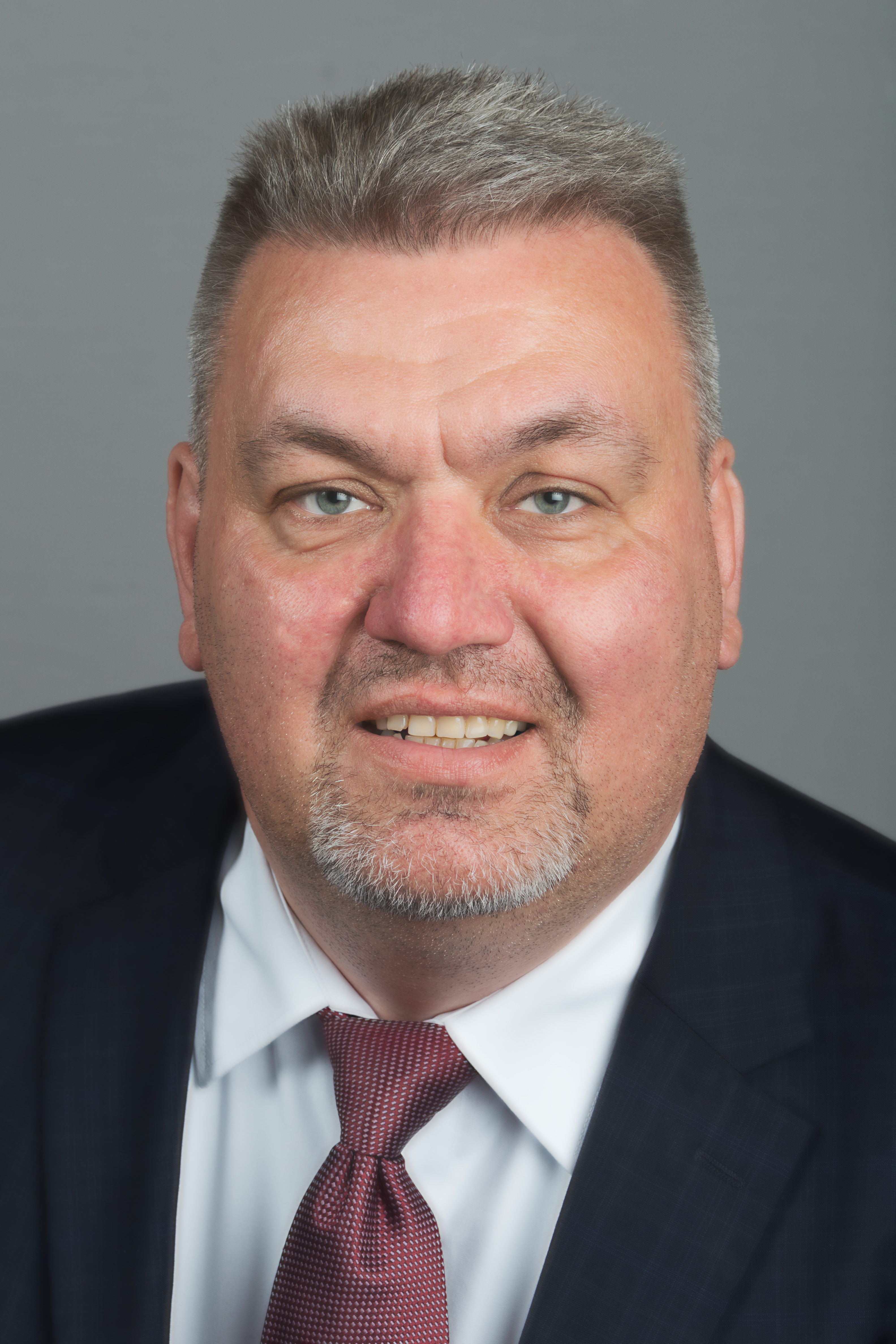
Bernhard Wildt, 2017

Bernhard Wildt (* 24. Dezember 1966 in Wuppertal) ist ein deutscher Landespolitiker (ehemals AfD) in Mecklenburg-Vorpommern. Von 2016 bis 2021 war er Abgeordneter im Landtag Mecklenburg-Vorpommern.

## Leben
Bernhard Wildt besuchte bis zum Abitur ein Gymnasium in Wuppertal und machte danach eine Ausbildung zum Bankkaufmann bei der Dresdner Bank AG in Wuppertal. Nach dem Grundwehrdienst im Flugabwehrregiment Achim bei Bremen studierte er Wirtschaftswissenschaft an der Ruhr-Universität Bochum, wo er auch seinen Abschluss als Diplom-Ökonom machte. Bis zum Jahr 2011 war er Geschäftsführer in großen Konzernen (ThyssenKrupp und Xerox), wo er mitverantwortlich für den IT-Service in verschiedenen europäischen Ländern arbeitete. Seit 2012 betreibt er mit seiner Frau das Gästehaus „Sonnenhof Wildt“ in Gager auf der Insel Rügen.
Bernhard Wildt ist katholisch. Er ist verheiratet und hat mit seiner Ehefrau fünf gemeinsame Söhne.

## Politik
Bei der Landtagswahl in Mecklenburg-Vorpommern 2016 wurde er über die Landesliste der Alternative für Deutschland in den Landtag Mecklenburg-Vorpommern gewählt. Bernhard Wildt war von 2016 bis 2017 Vorsitzender des Finanzausschusses des Landtages. Seit November 2016 war er einer von zwei Landesvorsitzenden der AfD Mecklenburg-Vorpommern. Am 25. September 2017 verließ er mit Ralf Borschke, Matthias Manthei und Christel Weißig die AfD-Fraktion und gründete die Partei „Bürger für Mecklenburg-Vorpommern (BMV)“, und gehört dann der Fraktion „Freie Wähler/BMV“ an. Er legte auch seinen Posten als AfD-Landesvorsitzender nieder und trat aus der AfD aus. Er begründete seinen Schritt mit fehlender Gesprächsbereitschaft großer Teile der Partei und deren mangelnder Distanz zu Gewalt und Rechtsextremismus. Als Parteiloser wurde er am 1. Oktober 2019 in die CDU-Fraktion aufgenommen. 2021 schied er aus dem Landtag aus.